# An der Ziegelei

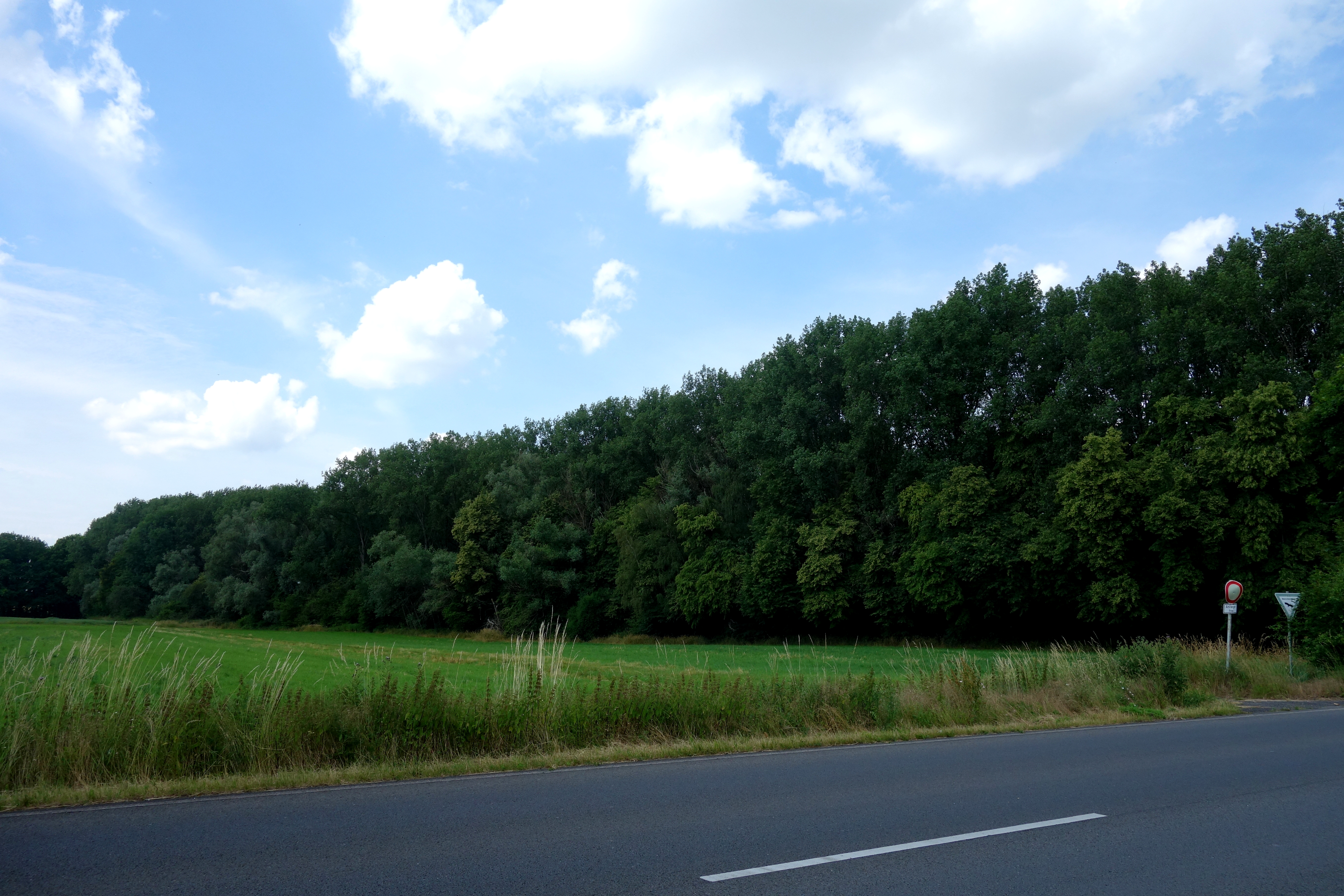
An der Ziegelei: Rand des Naturschutzgebietes von der Neusser Landstraße (B9) aus gesehen

An der Ziegelei ist ein 20,1 Hektar großes Naturschutzgebiet innerhalb der Feldflur zwischen den Ortsrändern von Köln-Blumenberg und Köln-Fühlingen und der Altrheinschlinge des Worringer Bruchs. Es ist als schutzwürdig eingestuft und seit 1991 als Naturschutzgebiet ausgewiesen.

## Beschreibung

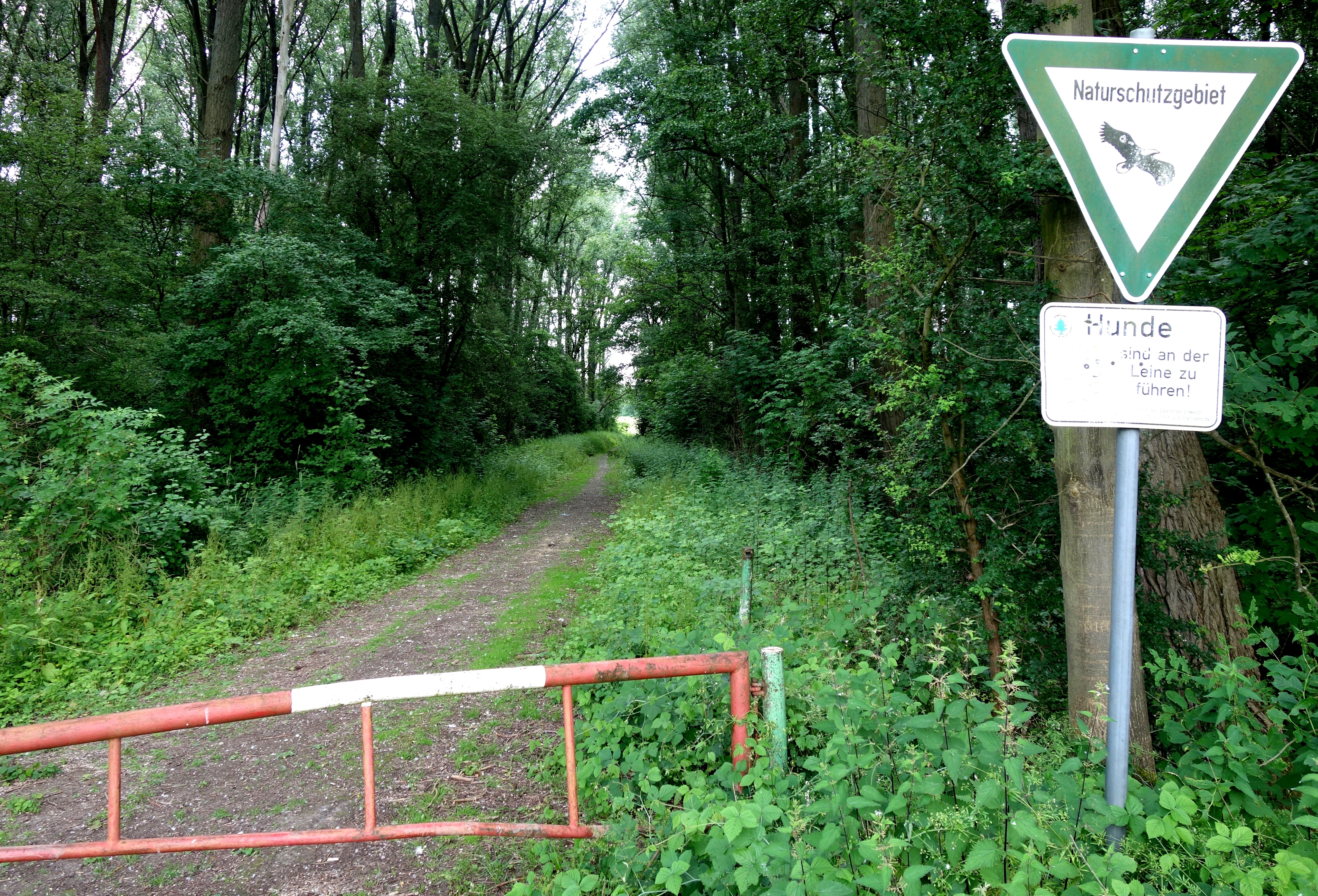
Der einzige Zugangsweg quert das Gebiet geradlinig.

Im Nordosten des Gebiets erstrecken sich von Birken dominierte Sukzessionswälder auf dem ehemaligen Gelände einer Ziegelei. Im Bereich der ehemaligen Tongrube befinden sich tiefer liegende Pappelwälder. Ebenfalls zum Gebiet gehört eine östlich angrenzende kleinere Ackerfläche.
Als Druckwasseraue des Rheins ist das Gelände periodisch überflutet. Dadurch hat sich unterhalb der Hybridpappeln eine Baum-, Strauch- und Krautschicht aus standorttypischen Arten der Weich- und Hartholzaue entwickelt. Der hohe Anteil an auentypischen Pflanzenarten, der Strukturreichtum und das hohe Entwicklungspotenzial der Waldflächen sind wertbestimmend. Mit den Feuchtwaldflächen des Naturschutzgebietes Worringer Bruch bildet das Gebiet einen engen räumlichen Verbund und stellt ein bedeutsames Trittsteinbiotop im Biotopverbund der Rheinaue dar.

## Flächenmäßige Verteilung der schutzwürdigen und gefährdeten Lebensraumtypen
Die nachfolgenden Lebensraumtypen sind im Gebiet vorzufinden.
Laubwälder außerhalb von Sonderstandorten (nicht FFH-Lebensraumtypen) (5,52 Hektar), Auenwälder (nicht FFH-Lebensraumtypen) (31,83 Hektar), sonstige Lebensraumtypen (2,84 Hektar)

## Flächenmäßige Verteilung der Biotoptypen
Das Naturschutzgebiet umfasst im Wesentlichen die nachfolgenden Biotoptypen.
Pappelwald (1,21 Hektar), Pappelmischwald (31,83 Hektar), Ackerfläche (1,63 Hektar), sonstige Biotoptypen (5,52 Hektar)

## Vegetation
Folgende Pflanzenarten sind im Gebiet beheimatet:
Blauroter Hartriegel, Echte Nelkenwurz, Eingriffeliger Weißdorn, Esskastanie, Feld-Ahorn, Gemeine Esche, Gewöhnliche Traubenkirsche, Gewöhnlicher Blutroter Hartriegel, Gewöhnliches Pfaffenhütchen, Große Brennnessel, Großes Hexenkraut, Gundermann, Haselnuss, Hirschzungenfarn, Hopfen, Kanadische Pappel, Kletten-Labkraut, Knoblauchsrauke, Kratzbeere, Robinie, Rosskastanie, Sal-Weide, Sand-Birke, Schilfrohr, Schwarz-Erle, Schwarzer Holunder, Silber-Weide, Spitzahorn, Stieleiche, Süßkirsche, Sumpf-Segge, Winterlinde, Zitter-Pappel

## Maßnahmen zur Landschaftspflege
Als Gefährdungen des Naturschutzes gelten im Wesentlichen die Entwässerung und Wasserentnahme im Gebiet, eine Absenkung des Grundwassers und Müllablagerungen. Um die angestrebten Schutzziele, nämlich die Erhaltung und Optimierung von Lebensräumen der Flussauen sowie einen sukzessiven Umbau der von Pappeln dominierten Wälder zu standorttypischen Laubwäldern, verwirklichen zu können, werden verschiedene Maßnahmen ergriffen. Hierzu gehören insbesondere die Erhaltung von Altholz und Totholz, die Laubholzbestockung, die Müllbeseitigung, die Einstellung der Bewirtschaftung, die Vermeidung der Entwässerung und der Eutrophierung sowie eine naturnahe Waldbewirtschaftung.